# Авиация ВМС Уругвая
Авиация ВМС Уругвая (исп. Aviación Naval Uruguaya) — одна из составляющих военно-морских сил Уругвая. Организационно входит в состав военно-морского флота. Основными задачами морской авиации Уругвая являются воздушное наблюдение, противолодочная оборона и поисково-спасательная деятельность на море. Авиация ВМС Уругвая практически полностью берегового базирования, так как ВМФ Уругвая не располагают достаточно крупными кораблями, способными взять на борт летательный аппарат. Исключение составляет лишь танкер ROU 04 «General Artigas», на котором была установлена вертолётная палуба.

## Организация
Командование морской авиации Уругвая располагает противолодочной разведывательной эскадрильей, вертолётной эскадрильей и учебной эскадрильей.
Военно-морские силы Уругвая
- Командование военно-морского флота Уругвая

- Военно-морская авиация

- Противолодочная разведывательная эскадрилья

- Вертолётная эскадрилья

- Учебная эскадрилья

## Боевой состав
| Обозначение формирования или части          | Вооружение и оснащение                                                        | Место расположения |
| ------------------------------------------- | ----------------------------------------------------------------------------- | ------------------ |
| Противолодочная разведывательная эскадрилья | Beechcraft Super King Air 200T BAe Jetstream TMk 2                            |                    |
| Вертолётная эскадрилья                      | Westland HC.2-Mk 2 Wessex Eurocopter Ecureuil AS.355 Eurocopter Bölkow Bo 105 |                    |
| Учебная эскадрилья                          | Beechcraft Turbo Mentor T 34-C/1                                              |                    |

## Техника и вооружение

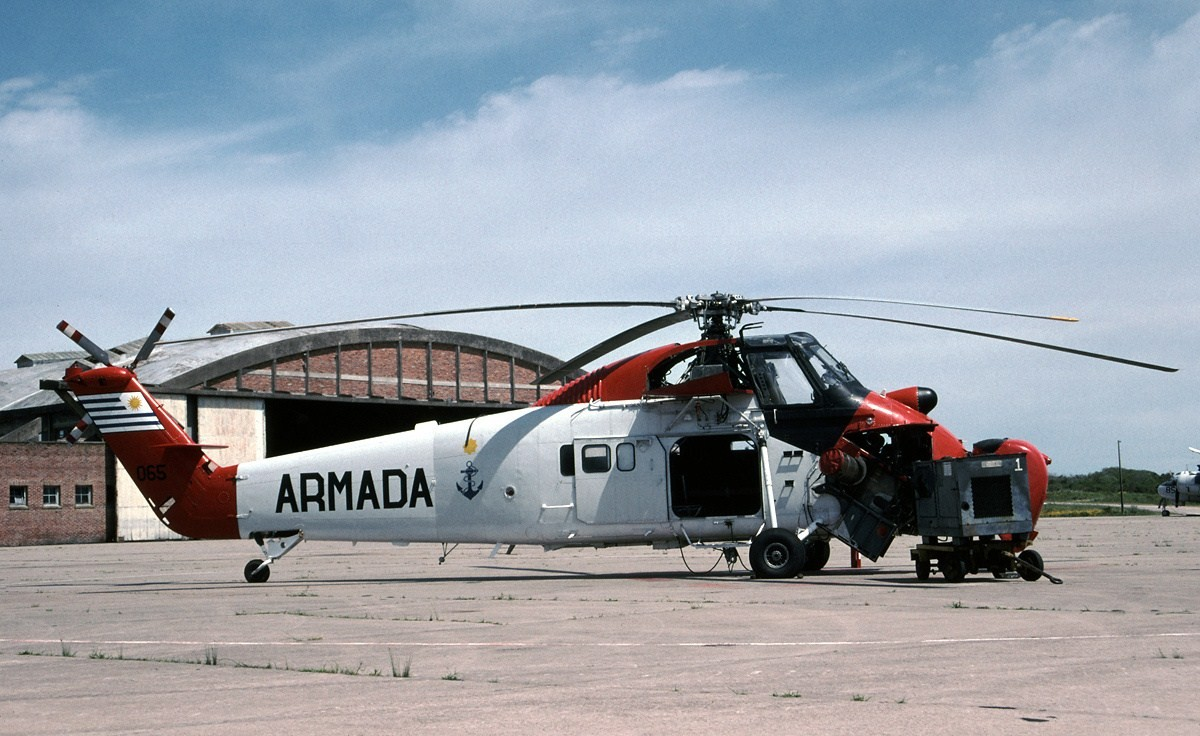
Westland Wessex

Данные о технике и вооружении ВВС Уругвая взяты с официальной страницы Авиации ВМС Уругвая, а также со страницы журнала Aviation Week & Space Technology.
| Тип                                        | Производство   | Назначение                                  | Количество | Примечания |          |
| Самолёты                                   | Самолёты       | Самолёты                                    | Самолёты   | Самолёты   | Самолёты |
| ------------------------------------------ | -------------- | ------------------------------------------- | ---------- | ---------- | -------- |
| British Aerospace Jetstream T.MK 2         | Великобритания | морской патрульный самолёт                  | 2          |            |          |
| Raytheon 200T                              | США            | морской патрульный самолёт                  | 1          |            |          |
| Beechcraft T-34A Beechcraft T-34C-1        | США            | учебный самолёт учебный самолёт             | 1 2        |            |          |
| Вертолёты                                  |                |                                             |            |            |          |
| MBB BO 105M                                | Германия       | многоцелевой вертолёт                       | 6          |            |          |
| Eurocopter AS.355F2                        | Франция        | многоцелевой вертолёт                       | 1          |            |          |
| Westland Wessex 60 Westland Wessex HC.Mk 2 | Великобритания | многоцелевой вертолёт многоцелевой вертолёт | 1 3        |            |          |

## Опознавательные знаки
Кроме опознавательных знаков, самолёты и вертолёты Авиации ВМС Уругвая имеют надпись ARMADA (с исп. — «Военно-морской флот»).

На крылья
На киль
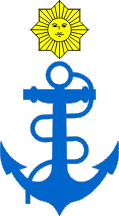
На фюзеляж, для вертолётов

## Галерея
Типы, снятые с вооружения

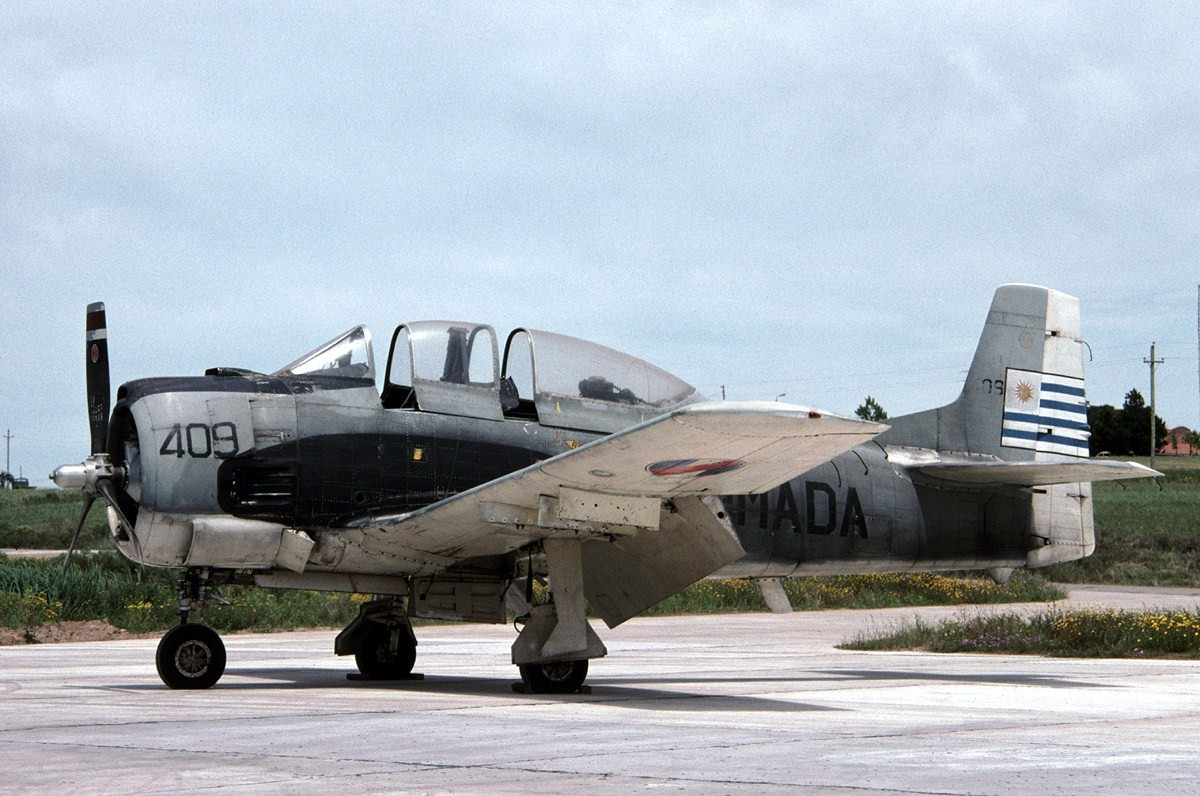
учебно-тренировочный самолёт North American T-28S Fennec
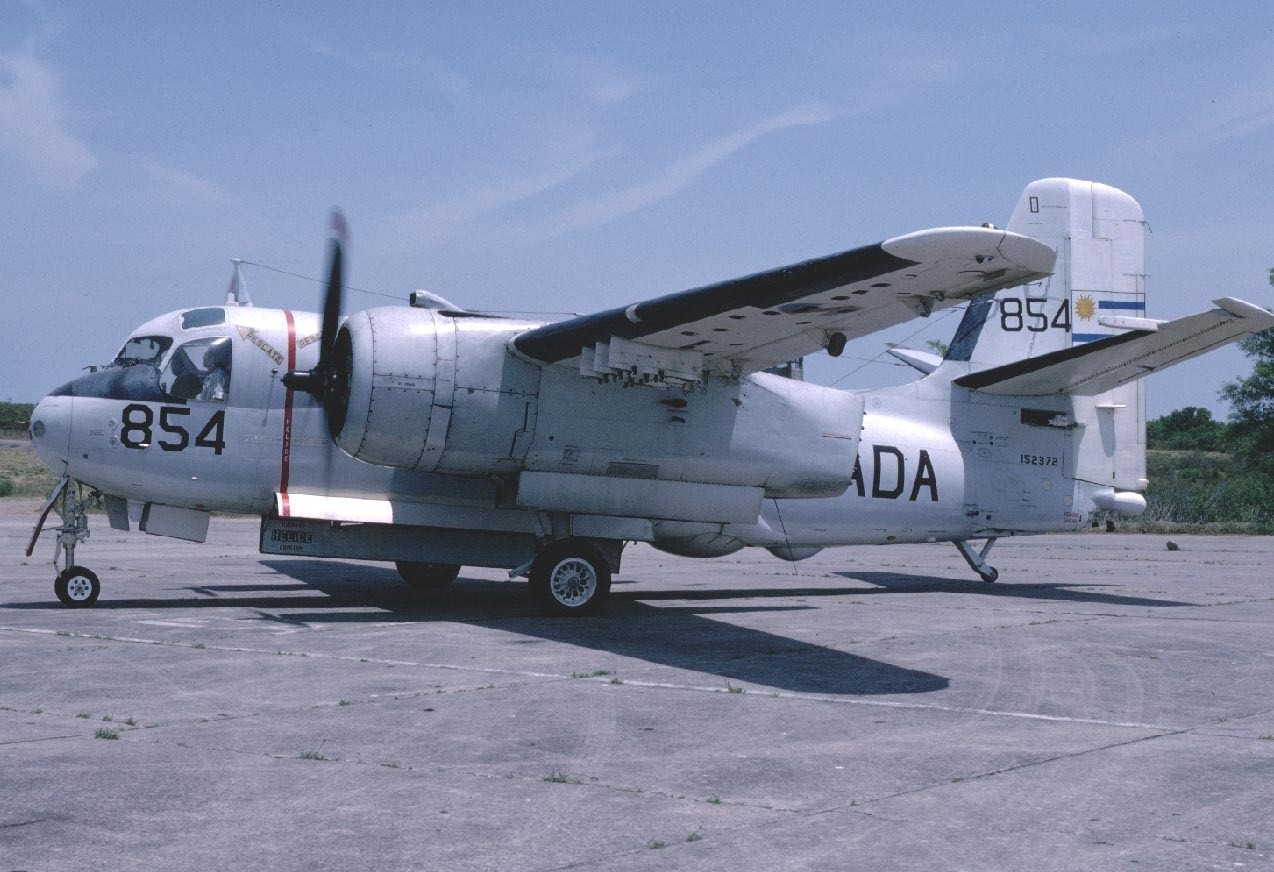
противолодочный самолёт Grumman S-2 Tracker